# Falkenberg (Baviera)
Falkenberg (pronunciación en alemán: /ˈfalkn̩ˌbɛʁk/ⓘ) es un municipio situado en el distrito de Rottal-Inn, en el estado federado de Baviera (Alemania), con una población a finales de 2016 de unos 3737 habitantes.
Se encuentra ubicado al este del estado, en la región de Baja Baviera, cerca de la orilla del río Eno —un afluente derecho del Danubio— y de la frontera con Austria.